# ストレラ (人工衛星)
ストレラ (ロシア語: Стрела) はロシア連邦（以前は旧ソ連）の軍事通信衛星コンステレーションである。

## 歴史
シリーズ最初の3機、コスモス38号（1964年11月8日に大気圏再突入）、コスモス39号（1964年11月8日に再突入）、コスモス40号（1964年11月17日に再突入）は1964年8月18日に打ち上げられた。ストレラでは5タイプの衛星が打上げられ、それぞれストレラ-1（1964-65）、ストレラ-1M（1970-1992）、ストレラ-2（1965-1968）、ストレラ-2M（1970-1994)、そしてストレラ-3（1985-2010）である。
この他に、非軍事目的の通信衛星システムであるゴネッツでは、ストレラ衛星から派生した機体が使用されている。

## 宇宙事故
2009年2月10日16時55分（GMT）、すでに運用が終了したストレラ-2M（コスモス2251号）が運用中のアメリカ合衆国の民間通信衛星イリジウム33と衝突した。